# Wolfgang Klesius

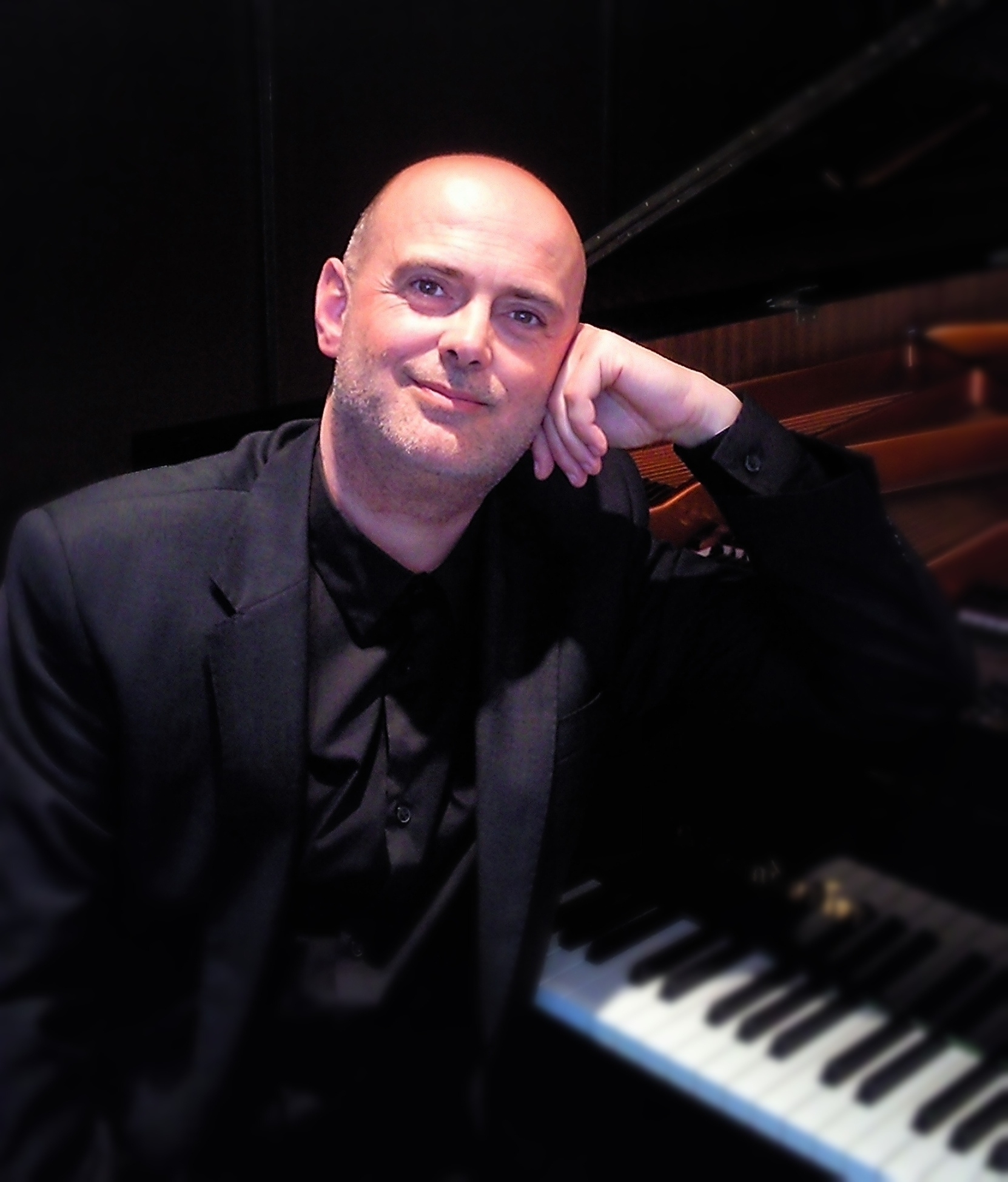
Wolfgang Klesius (2011)

Wolfgang Klesius (* 21. August 1963 in Bitburg; † 14. Dezember 2023 in Rittersdorf) war ein deutscher Pianist, Musikpädagoge und Musiktheoretiker.

## Leben
Wolfgang Klesius erhielt ab dem Alter von sieben Jahren Klavierunterricht. Nach dem Abitur absolvierte er ein Studium der Klavierpädagogik und des Konzertpianisten an der Musikhochschule Köln bei Wilhelm Neuhaus. Weitere Studien beim ungarischen Pianisten Tibor Hazay folgten. Ab 1987 arbeitete Klesius als Klavierpädagoge an der Musikschule des Eifelkreises Bitburg-Prüm.

## Wirken
Als Pianist trat Wolfgang Klesius seit seinem elften Lebensjahr öffentlich auf und konzertierte seither in vielen Ländern Europas. Seine Konzertprogramme zeichnen sich durch selten zu hörende Werke aus. Er war der erste europäische Pianist, der das gesamte klassische Klavierwerk (Fantasies & Delusions) von Billy Joel öffentlich aufführte. Klesius veröffentlichte zwei Bücher zur Musiktheorie und über Gehörbildung. Über 20 Jahre war er Organisationsleiter des Bitburger Klavierwettbewerbs.

## Diskografie
- CD Johann Sebastian Bach – Goldberg-Variationen BWV 988 (MK Classics 2004).
- DVD Sinfonien einer Landschaft für den Naturpark Südeifel ZV (Daleiden 2013)

## Publikationen
- Funktionsharmonik 2.0 Neuausgabe: Schnedda-Verlag, Rittersdorf 2021, ISBN 978-3-00-065696-5.
- Gehörbildung 2.0 Neuausgabe: Schnedda-Verlag, Rittersdorf 2021, ISBN 978-3-00-066537-0.